# Phrynobatrachus cornutus
Phrynobatrachus cornutus é uma espécie de anfíbio da família Petropedetidae.
Pode ser encontrada nos seguintes países: Camarões, República Centro-Africana, República do Congo, Guiné Equatorial e Gabão.
Os seus habitats naturais são: florestas subtropicais ou tropicais húmidas de baixa altitude, pântanos, marismas de água doce, marismas intermitentes de água doce e florestas secundárias altamente degradadas.
Está ameaçada por perda de habitat.